# Mykoła Darahan
Mykoła Serhijowycz Darahan (ukr. Микола Сергійович Дараган; ur. 10 kwietnia 1984) – ukraiński zapaśnik walczący w stylu klasycznym. Zajął siódme miejsce na mistrzostwach świata w 2013. Ósmy na mistrzostwach Europy w 2013. Akademicki wicemistrz świata w 2010. Brązowy medalista wojskowych MŚ w 2006. Szósty w Pucharze Świata w 2017. Wicemistrz Europy juniorów w 2004 roku.